# Bangun Sari (Setia Janji)
Bangun Sari is een bestuurslaag in het regentschap Asahan van de provincie Noord-Sumatra, Indonesië. Bangun Sari telt 1794 inwoners (volkstelling 2010).